# Volley Club Padova 2006-2007
Questa voce raccoglie le informazioni riguardanti il Volley Club Padova nelle competizioni ufficiali della stagione 2006-2007.

## Stagione
La stagione 2006-07 è per il Volley Club Padova, sponsorizzato dalla Megius, la seconda consecutiva in Serie A1; come allenatore viene scelto Mauro Masacci, sostituito poi a stagione in corso da Lorenzo Micelli, mentre la rosa è quasi del tutto modificata con le poche conferme di Manuela Leggeri, Nadia Centoni, Barbara Barbieri e Francesca Vannini: alle cessioni di Saara Loikkanen, Cindy Rondón, Biljana Gligorović, Enrica Merlo e Mirela Corjeutanu, fanno seguito gli arrivi di Kateřina Bucková, Jelena Nikolić, Darina Mifkova, Valeria Rosso, Rachele Sangiuliano e Elena Parchomenko, quest'ultima arrivata a metà campionato.
Il campionato si apre con la sconfitta in casa del Robursport Volley Pesaro a cui fanno seguito due successi consecutivi, contro il Santeramo Sport e il Vicenza Volley: segue un periodo di risultati alternati con vittorie in casa e sconfitte in trasferta, per poi perdere consecutivamente le ultime quattro gare del girone di andata, attestandosi all'ottavo posto in classifica. Il girone di ritorno è caratterizzato da due gare vinte nelle prime due giornate e quattro gare perse nelle successive: dopo altri due successi, il club di Padova viene sconfitte in tutte le altre partite rimanenti, chiudendo la regular season all'ottavo posto. Nei quarti di finale dei play-off scudetto la sfida è contro l'Asystel Volley: dopo aver perso gara 1, la squadra veneta riesce ad imporsi in gara 2, per poi essere eliminata a seguito della sconfitta in gara 3.
A seguito dell'eliminazione nei quarti di finale dei play-off scudetto il Volley Club Padova partecipa alla Coppa di Lega: nella prima fase supera il turno vincendo la doppia sfida contro il Jogging Volley Altamura, mentre nella seconda fase viene sconfitta con un doppio 3-0 dal Volley Bergamo, venendo eliminata dalla competizione.
Tutti i club partecipanti alla Serie A1 2006-07 partecipano di diritto alla Coppa Italia: il Volley Club Padova, nella fase a gironi, vince il proprio raggruppamento ottenendo la qualificazione diretta ai quarti di finale. Dopo aver disputato un turno per definire la squadra sfidante, nei quarti di finale affronta l'Asystel Volley: persa la gara di andata per 3-0, le padovane vincono quella di ritorno per 3-2, eliminate per un peggiore quoziente set.

## Organigramma societario
Area direttiva
- Presidente: Lino Borgo

Area tecnica
- Allenatore: Mauro Masacci (fino al 24 gennaio 2007), Lorenzo Micelli (dal 24 gennaio 2007)
- Allenatore in seconda: Nicola Negro
- Assistente allenatore: Gaetano Capasso (dal 7 febbraio 2007)
- Scout man: Giorgio Tomasetto

Area sanitaria
- Medico: Emanuela Tellatin
- Preparatore atletico: Francesco Schiavo
- Fisioterapista: Michele Gallina

## Rosa
| N° | Nome                 | Ruolo | Data di nascita   | Nazionalità sportiva |
| -- | -------------------- | ----- | ----------------- | -------------------- |
| 1  | Hanka Pachale        | S     | 12 settembre 1976 | Germania             |
| 2  | Francesca Curtarello | S     | 1991              | Italia               |
| 2  | Elena Guidi          | P     | 24 marzo 1989     | Italia               |
| 3  | Valeria Rosso        | C     | 24 ottobre 1981   | Italia               |
| 4  | Manuela Leggeri      | C     | 9 maggio 1976     | Italia               |
| 5  | Kateřina Bucková     | C     | 20 aprile 1978    | Rep. Ceca            |
| 7  | Rachele Sangiuliano  | P     | 23 giugno 1981    | Italia               |
| 8  | Martina Boscoscuro   | L     | 2 settembre 1988  | Italia               |
| 9  | Nadia Centoni        | S/O   | 19 giugno 1981    | Italia               |
| 10 | Barbara Galiazzo     | C     | -                 | Italia               |
| 10 | Elena Parchomenko    | C     | 11 settembre 1982 | Azerbaigian          |
| 11 | Darina Mifkova       | S     | 24 maggio 1974    | Italia               |
| 12 | Francesca Vannini    | P     | 29 maggio 1973    | Italia               |
| 13 | Barbara Barbieri     | L     | 5 dicembre 1975   | Italia               |
| 14 | Giulia Scalzotto     | S     | -                 | Italia               |
| 15 | Jelena Nikolić       | S     | 13 aprile 1982    | Serbia               |

## Mercato
| Acquisti | Acquisti             | Acquisti           | Acquisti   |
| R.       | Nome                 | da                 | Modalità   |
| -------- | -------------------- | ------------------ | ---------- |
| L        | Martina Boscoscuro   | Esperia            | definitivo |
| C        | Kateřina Bucková     | Santeramo          | definitivo |
| S        | Francesca Curtarello | ?                  | definitivo |
| C        | Barbara Galiazzo     | ?                  | definitivo |
| P        | Elena Guidi          | ?                  | definitivo |
| S        | Darina Mifkova       | Giannino Pieralisi | definitivo |
| S        | Jelena Nikolić       | Toray Arrows       | definitivo |
| S        | Hanka Pachale        | Chieri             | definitivo |
| C        | Elena Parchomenko    | Azərreyl           | definitivo |
| C        | Valeria Rosso        | Forlì              | definitivo |
| P        | Rachele Sangiuliano  | Forlì              | definitivo |
| S        | Giulia Scalzotto     | ?                  | definitivo |

| Cessioni | Cessioni           | Cessioni            | Cessioni   |
| R.       | Nome               | a                   | Modalità   |
| -------- | ------------------ | ------------------- | ---------- |
| C        | Chiara Dall'Ora    | Robursport Pesaro   | definitivo |
| S        | Mirela Corjeutanu  | Virtus Roma         | definitivo |
| P        | Biljana Gligorović | Altamura            | definitivo |
| C        | Olessya Kulakova   | Schweriner          | definitivo |
| S        | Saara Loikkanen    | Busto Arsizio       | definitivo |
| S        | Anna Maniero       | ?                   | definitivo |
| L        | Enrica Merlo       | Reggio Emilia       | definitivo |
| S        | Slavka Ouzunova    | ?                   | definitivo |
| C        | Cindy Rondón       | Vaqueras de Bayamón | definitivo |

## Risultati

### Serie A1

#### Girone di andata
| 1ª giornata - 26 novembre 2006 PalaDionigi, Sant'Angelo in Lizzola | Robursport Pesaro  | 3 - 1 | Club Padova | 25-21, 25-12, 19-25, 25-21        |
| 2ª giornata - 2 dicembre 2006 PalaArcella, Padova                  | Club Padova        | 3 - 2 | Santeramo   | 25-23, 25-12, 22-25, 24-26, 15-11 |
| 3ª giornata - 10 dicembre 2006 PalaArcella, Padova                 | Club Padova        | 3 - 2 | Vicenza     | 27-25, 22-25, 23-25, 25-19, 15-11 |
| 4ª giornata - 16 dicembre 2006 PalaNorda, Bergamo                  | Bergamo            | 3 - 1 | Club Padova | 26-24, 25-16, 22-25, 25-17        |
| 5ª giornata - 30 dicembre 2006 PalaArcella, Padova                 | Club Padova        | 3 - 0 | Altamura    | 25-18, 25-22, 25-18               |
| 6ª giornata - 6 gennaio 2007 PalaTriccoli, Jesi                    | Giannino Pieralisi | 3 - 1 | Club Padova | 25-20, 23-25, 25-13, 25-22        |
| 7ª giornata - 14 gennaio 2007 PalaArcella, Padova                  | Club Padova        | 3 - 0 | Forlì       | 25-19, 25-19, 25-20               |
| 8ª giornata - 21 gennaio 2007 PalaFranzanti, Piacenza              | River              | 3 - 0 | Club Padova | 25-18, 25-22, 25-19               |
| 9ª giornata - 28 gennaio 2007 PalaEvangelisti, Perugia             | Sirio Perugia      | 3 - 1 | Club Padova | 25-15, 24-26, 25-19, 25-19        |
| 10ª giornata - 4 febbraio 2007 PalaArcella, Padova                 | Club Padova        | 1 - 3 | Asystel     | 25-21, 16-25, 22-25, 21-25        |
| 11ª giornata - 11 febbraio 2007 PalaMaddalene, Chieri              | Chieri             | 3 - 1 | Club Padova | 21-25, 25-22, 25-19, 25-16        |

#### Girone di ritorno
| 12ª giornata - 18 febbraio 2007 PalaArcella, Padova              | Club Padova | 3 - 0 | Robursport Pesaro  | 27-25, 25-22, 25-21              |
| 13ª giornata - 24 febbraio 2007 PalaCooper, Santeramo in Colle   | Santeramo   | 0 - 3 | Club Padova        | 19-25, 20-25, 21-25              |
| 14ª giornata - 11 marzo 2007 Palasport Città di Vicenza, Vicenza | Vicenza     | 3 - 2 | Club Padova        | 25-23, 22-25, 28-26, 15-25, 15-9 |
| 15ª giornata - 18 marzo 2007 PalaArcella, Padova                 | Club Padova | 1 - 3 | Bergamo            | 19-25, 25-23, 20-25, 23-25       |
| 16ª giornata - 25 marzo 2007 PalaBaldassarra, Altamura           | Altamura    | 3 - 0 | Club Padova        | 25-21, 25-23, 25-22              |
| 17ª giornata - 7 aprile 2007 PalaArcella, Padova                 | Club Padova | 1 - 3 | Giannino Pieralisi | 22-25, 22-25, 25-23, 23-25       |
| 18ª giornata - 15 aprile 2007 PalaGalassi, Forlì                 | Forlì       | 0 - 3 | Club Padova        | 20-25, 19-25, 24-26              |
| 19ª giornata - 22 aprile 2007 PalaArcella, Padova                | Club Padova | 3 - 0 | River              | 25-21, 25-21, 25-21              |
| 20ª giornata - 25 aprile 2007 PalaArcella, Padova                | Club Padova | 0 - 3 | Sirio Perugia      | 16-25, 18-25, 18-25              |
| 21ª giornata - 29 aprile 2007 PalaDalLago, Novara                | Asystel     | 3 - 0 | Club Padova        | 25-9, 26-24, 25-18               |
| 22ª giornata - 6 maggio 2007 PalaArcella, Padova                 | Club Padova | 0 - 3 | Chieri             | 17-25, 23-25, 26-28              |

#### Play-off scudetto
| Quarti di finale (gara 1) - 9 maggio 2007 PalaDalLago, Novara  | Asystel     | 3 - 0 | Club Padova | 25-18, 25-18, 25-18               |
| Quarti di finale (gara 2) - 13 maggio 2007 PalaArcella, Padova | Club Padova | 3 - 2 | Asystel     | 25-23, 26-24, 22-25, 20-25, 16-14 |
| Quarti di finale (gara 3) - 16 maggio 2007 PalaDalLago, Novara | Asystel     | 3 - 0 | Club Padova | 25-20, 25-21, 25-19               |

### Coppa Italia

#### Fase a gironi
| 1ª giornata - 1º ottobre 2006 PalaArcella, Padova                | Club Padova       | 3 - 1 | Vicenza           | 22-25, 25-15, 25-18, 25-16        |
| 2ª giornata - 8 ottobre 2006 PalaDionigi, Sant'Angelo in Lizzola | Robursport Pesaro | 0 - 3 | Club Padova       | 23-25, 19-25, 16-25               |
| 3ª giornata - 15 ottobre 2006 PalaArcella                        | Club Padova       | 3 - 1 | Forlì             | 25-16, 22-25, 25-22, 26-24        |
| 4ª giornata - 22 ottobre 2006 PalaArcella, Padova                | Club Padova       | 3 - 0 | Robursport Pesaro | 25-23, 29-27, 29-27               |
| 5ª giornata - 29 ottobre 2006 Centro Sport Palladio, Vicenza     | Vicenza           | 3 - 2 | Club Padova       | 25-18, 22-25, 21-25, 25-23, 18-16 |
| 6ª giornata - 5 novembre 2006 PalaGalassi, Forlì                 | Forlì             | 3 - 0 | Club Padova       | 25-16, 25-21, 25-20               |

#### Fase a eliminazione diretta
| Secondo turno (andata) - 12 novembre 2006 PalaCooper, Santeramo in Colle | Club Padova | 2 - 3 | Santeramo   | 21-25, 25-18, 25-17, 17-25, 15-17 |
| Secondo turno (ritorno) - 16 novembre 2006 PalaArcella, Padova           | Santeramo   | 2 - 3 | Club Padova | 25-19, 21-25, 13-25, 25-22, 16-18 |
| Quarti di finale (andata) - 21 febbraio 2007 PalaArcella, Padova         | Club Padova | 0 - 3 | Asystel     | 22-25, 20-25, 22-25               |
| Quarti di finale (ritorno) - 7 marzo 2007 PalaDalLago, Novara            | Asystel     | 2 - 3 | Club Padova | 25-21, 23-25, 25-20, 24-26, 10-15 |

### Coppa di Lega

#### Fase a eliminazione diretta
| Prima fase (andata) - 20 maggio 2007 PalaBaldassarra, Altamura | Altamura    | 1 - 3 | Club Padova | 20-25, 19-25, 25-22, 16-25 |
| Prima fase (ritorno) - 23 maggio 2007 PalaArcella, Padova      | Club Padova | 3 - 0 | Altamura    | 25-12, 25-13, 25-23        |
| Seconda fase (andata) - 27 maggio 2007 PalaArcella, Padova     | Club Padova | 0 - 3 | Bergamo     | 28-30, 22-25, 21-25        |
| Seconda fase (ritorno) - 3 giugno 2007 PalaNorda, Bergamo      | Bergamo     | 3 - 0 | Club Padova | 25-21, 25-21, 25-18        |

## Statistiche

### Statistiche di squadra
| Competizione  | Punti | In casa | In casa | In casa | In trasferta | In trasferta | In trasferta | Totale | Totale | Totale |
| Competizione  | Punti | G       | V       | P       | G            | V            | P            | G      | V      | P      |
| ------------- | ----- | ------- | ------- | ------- | ------------ | ------------ | ------------ | ------ | ------ | ------ |
| Serie A1      | 23    | 12      | 7       | 5       | 13           | 2            | 11           | 25     | 9      | 16     |
| Coppa Italia  | 13    | 5       | 3       | 2       | 5            | 3            | 2            | 10     | 6      | 4      |
| Coppa di Lega | -     | 2       | 1       | 1       | 2            | 1            | 1            | 4      | 2      | 2      |
| Totale        | -     | 19      | 11      | 8       | 20           | 6            | 14           | 39     | 17     | 22     |

G = partite giocate; V = partite vinte; P = partite perse

### Statistiche dei giocatori
| Giocatore      | Serie A1 | Serie A1 | Serie A1 | Serie A1 | Serie A1 | Coppa Italia | Coppa Italia | Coppa Italia | Coppa Italia | Coppa Italia | Coppa di Lega | Coppa di Lega | Coppa di Lega | Coppa di Lega | Coppa di Lega | Totale | Totale | Totale | Totale | Totale |
| Giocatore      | P        | PT       | AV       | MV       | BV       | P            | PT           | AV           | MV           | BV           | P             | PT            | AV            | MV            | BV            | P      | PT     | AV     | MV     | BV     |
| -------------- | -------- | -------- | -------- | -------- | -------- | ------------ | ------------ | ------------ | ------------ | ------------ | ------------- | ------------- | ------------- | ------------- | ------------- | ------ | ------ | ------ | ------ | ------ |
| B. Barbieri    | 22       | 0        | 0        | 0        | 0        | 8            | 3            | 2            | 0            | 1            | 2             | 0             | 0             | 0             | 0             | 31     | 3      | 2      | 0      | 1      |
| M. Boscoscuro  | 9        | 0        | 0        | 0        | 0        | 9            | 2            | 2            | 0            | 0            | 4             | 0             | 0             | 0             | 0             | 22     | 2      | 2      | 0      | 0      |
| K. Bucková     | 25       | 210      | 129      | 64       | 17       | 10           | 133          | 91           | 33           | 9            | 3             | 21            | 13            | 7             | 1             | 38     | 364    | 233    | 104    | 27     |
| N. Centoni     | 25       | 351      | 315      | 21       | 16       | 3            | 47           | 42           | 4            | 1            | 1             | 17            | 15            | 2             | 0             | 29     | 415    | 372    | 27     | 7      |
| F. Curtarello  | -        | -        | -        | -        | -        | 3            | 4            | 2            | 0            | 2            | -             | -             | -             | -             | -             | 3      | 4      | 2      | 0      | 2      |
| B. Galiazzo    | -        | -        | -        | -        | -        | 2            | 0            | 0            | 0            | 0            | 0             | 0             | 0             | 0             | 0             | 2      | 0      | 0      | 0      | 0      |
| E. Guidi       | 0        | 0        | 0        | 0        | 0        | -            | -            | -            | -            | -            | -             | -             | -             | -             | -             | 0      | 0      | 0      | 0      | 0      |
| M. Leggeri     | 17       | 102      | 59       | 38       | 5        | 8            | 78           | 58           | 19           | 1            | 3             | 10            | 6             | 3             | 1             | 28     | 190    | 123    | 60     | 7      |
| D. Mifkova     | 15       | 17       | 12       | 3        | 2        | 2            | 5            | 4            | 1            | 0            | 4             | 34            | 27            | 4             | 3             | 21     | 56     | 43     | 8      | 5      |
| J. Nikolić     | 25       | 309      | 268      | 24       | 17       | 2            | 17           | 12           | 5            | 0            | 3             | 45            | 41            | 4             | 0             | 30     | 371    | 321    | 33     | 17     |
| H. Pachale     | 22       | 296      | 263      | 21       | 12       | 10           | 232          | 209          | 16           | 7            | 3             | 39            | 34            | 5             | 0             | 35     | 567    | 506    | 42     | 19     |
| E. Parchomenko | 5        | 5        | 4        | 1        | 0        | -            | -            | -            | -            | -            | 3             | 21            | 16            | 2             | 3             | 8      | 26     | 20     | 3      | 3      |
| V. Rosso       | 22       | 77       | 55       | 15       | 7        | 8            | 76           | 60           | 8            | 8            | 3             | 23            | 17            | 6             | 0             | 33     | 176    | 132    | 29     | 15     |
| R. Sangiuliano | 23       | 51       | 19       | 25       | 7        | 8            | 37           | 23           | 11           | 3            | 4             | 5             | 1             | 3             | 1             | 35     | 93     | 43     | 39     | 11     |
| G. Scalzotto   | 0        | 0        | 0        | 0        | 0        | 4            | 7            | 5            | 1            | 1            | -             | -             | -             | -             | -             | 4      | 7      | 5      | 1      | 1      |
| F. Vannini     | 21       | 39       | 24       | 10       | 5        | 8            | 24           | 15           | 2            | 7            | 3             | 9             | 5             | 2             | 2             | 32     | 72     | 44     | 14     | 14     |

P = presenze; PT = punti totali; AV = attacchi vincenti; MV = muri vincenti; BV = battute vincenti